# Yalova
Yalova – miasto w zachodniej Turcji, centrum administracyjne prowincji o tej samej nazwie, położone nad Morzem Marmara.
Według danych na rok 2000 miasto zamieszkiwało 70 118 osób, a według danych na rok 2004 całą prowincję ok. 181 000 osób. Gęstość zaludnienia w prowincji wynosiła ok. 269 osób na km².

## Miasta partnerskie
- Bad Godesberg, Niemcy
- Tonami, Japonia
- Machaczkała, Rosja
- Panjin, Chińska Republika Ludowa
- Lefkoniko, Cypr Północny

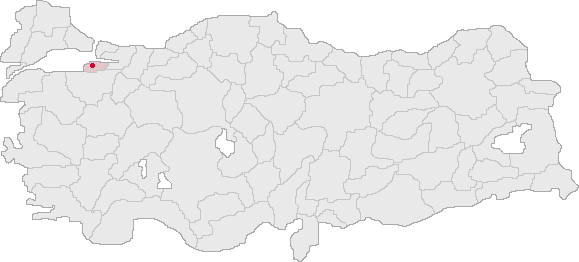
Współczesna turecka prowincja Yalova

- Suwon, Korea Południowa
- Burgas, Bułgaria
- Medgidia, Rumunia
- Komotini, Grecja
- Biełogorsk, Rosja